# Joe Tex Frimpong
Joe Tex Frimpong, eigentlich Kwabena Joseph Asamoah Frimpong, (* 17. April 1982 in Accra) ist ein ghanaischer ehemaliger Fußballspieler. Er spielte auf der Position eines Stürmers.

## Karriere
Frimpong zog in jungen Jahren von Ghana nach Nigeria und begann dort seine Karriere als Fußballspieler. In der Folge spielte er für verschiedene Mannschaften, ehe er zur Saison 2003 zum Spitzenverein Enyimba FC wechselte. Mit Enyimba gewann er 2003 und 2004 die CAF Champions League und erzielte dabei so viele Treffer, dass bis heute Rekordtorschütze in diesem Wettbewerb ist. 2005 wurde er zum wichtigsten Spieler der nigerianischen Liga gewählt. Es folgten Stationen in Saudi-Arabien und Tunesien.
Zur Saison 2006/07 wechselte Frimpong in die Schweiz zum BSC Young Boys. Hier erzielte er in seinem Debüt in der Super League zwei Treffer, verletzte sich aber bereits im zweiten Spiel schwer. Vom 1. September 2008 bis 30. Juni 2009 spielte Frimpong leihweise für den FC Luzern. Auf die Saison 2009/10 kehrte er vorerst zu den Young Boys zurück, wechselte aber erneut ab Mitte August leihweise zum FC Luzern. Der FC Zürich lieh Frimpong für die Vorrunde der Saison 2012/13 vom FC Grenchen aus.
Im Jahre 2010 gründete Frimpong eine Fußballakademie in Minna. Dort werden junge Talente gefördert und zu professionellen Fußballspielern ausgebildet.

## Nationalmannschaft
Frimpong wurde irrtümlich für den Kader der U-23-Fußballnationalmannschaft Nigerias nominiert, als Ghanaer aber wieder gestrichen.
Er war für den Kader der ghanaischen Nationalmannschaft für die Fußball-Afrikameisterschaft 2006 nominiert, konnte aber aufgrund einer Verletzung nicht antreten. Sein erstes Tor für Ghana erzielte er am 7. Februar 2007 bei einem Freundschaftsspiel gegen Nigeria.

## Privates
Seine beiden Brüder Eric und Daniel spielen ebenfalls Profifußball.